# Liste der Monuments historiques in Saasenheim
Die Liste der Monuments historiques in Saasenheim führt die Monuments historiques in der französischen Gemeinde Saasenheim auf.

## Liste der Objekte
| Bezeichnung                | Beschreibung | Standort                              | Kennzeichnung | Schutzstatus | Datum     | Bild           |
| -------------------------- | --- | ------------------------------------- | ------------- | ------------ | --------- | -------------- |
| Hauptaltar                 | Altartisch, Tabernakel, Retabel und Skulptur; Holz, farbig gefasst und vergoldet, 18. Jahrhundert                 | in der Kirche St-Jean-Baptiste (Lage) | PM67000527    | Classé       | 1991      | weitere Bilder |
| Maria-Immaculata-Altar     | Seitenaltar; Altartisch, Retabel und vier Skulpturen; Holz, farbig gefasst und vergoldet, 18. und 19. Jahrhundert | in der Kirche St-Jean-Baptiste (Lage) | PM67000528    | Classé       | 1991      | weitere Bilder |
| Zwei Beichtstühle          | Holz, bemalt und vergoldet, 17. Jahrhundert                                                                       | in der Kirche St-Jean-Baptiste (Lage) | PM67000526    | Classé       | 1991      |                |
| Orgel                      | Ensemble aus PM67000523 und PM67001080                                                                            | in der Kirche St-Jean-Baptiste (Lage) | PM67001079    | Classé       | 1991 1997 | weitere Bilder |
| Orgelprospekt              | 1777 von Martin Bergäntzel gebaut                                                                                 | in der Kirche St-Jean-Baptiste (Lage) | PM67000523    | Classé       | 1991      | weitere Bilder |
| Instrumentalteil der Orgel | 1777 von Martin Bergäntzel gebaut                                                                                 | in der Kirche St-Jean-Baptiste (Lage) | PM67001080    | Classé       | 1997      |                |
| Passionsretabel            | Holz, farbig gefasst und vergoldet, 16. Jahrhundert                                                               | in der Kirche St-Jean-Baptiste (Lage) | PM67000249    | Classé       | 1971      | weitere Bilder |
| Johannes-Nepomuk-Altar     | Seitenaltar; Altartisch, Retabel und vier Skulpturen; Holz, farbig gefasst und vergoldet, 18. und 19. Jahrhundert | in der Kirche St-Jean-Baptiste (Lage) | PM67000529    | Classé       | 1991      | weitere Bilder |
| Kanzel                     | Holz, farbig gefasst und vergoldet, 18. Jahrhundert                                                               | in der Kirche St-Jean-Baptiste (Lage) | PM67000524    | Classé       | 1991      | weitere Bilder |
| Pietà                      | Holz, farbig gefasst und vergoldet, 15. oder 16. Jahrhundert                                                      | in der Kirche St-Jean-Baptiste (Lage) | PM67000525    | Classé       | 1991      | weitere Bilder |